# Rocast
Rocast este o companie de distribuție de produse destinate construcțiilor și lucrărilor de bricolaj din România.
Compania a fost înființată în 1991, iar până în 2000 a avut ca activitate distribuirea de piese auto produse în România.
Acționarii companiei sunt Catanoiu M. Stefan (55%), Vonica C. Constantin Horatiu (25%), Catanoiu St. Catalin Stefan (10%) și Georgescu E. Radu Stelian (10%).
Rocast a deținut și nouă spații de comercializare, toate în București, pe care le-a închis în anul 2005, după care s-a concentrat doar pe distribuție.
Număr de angajați în 2011: 160
Rezultate financiare (milioane euro):
| Anul             | 2010 | 2009 | 2008 |
| ---------------- | ---- | ---- | ---- |
| Cifra de afaceri | 29,5 | -    | 15,5 |
| Profit net       | 0,4  | 0,3  | 1,8  |